# Black Thought
Black Thought (* 3. Oktober 1972 in Philadelphia), bürgerlich Tariq Trotter, ist ein amerikanischer Rapper und Mitgründer der Hip-Hop-Gruppe The Roots, zusammen mit dem Schlagzeuger Ahmir Khalib Thompson, genannt Questlove. Er gehört zu den Vertretern des Conscious Rap.

## Leben und Wirken
Trotter trat in einigen Filmen auf, meistens jedoch in Cameo-Rollen. Anfang September 2007 wurde er für das Regiedebüt von Mark Webber (Bomb The System) gecastet. Der Independent-Film Explicit Ills, in dem er ebenfalls auftrat, behandelt die Folgen von Armut, Drogenkonsum und bestimmten Entscheidungen, zu denen Menschen im Leben gezwungen sind.
Seit 2011 wird immer wieder eine Solo-Aufnahme von Trotter angekündigt, die den Titel The Talented Mr. Trotter tragen solle. Laut Trotter soll es ein Blues-Album sein, auf dem er singen, statt wie gewöhnlich rappen würde.

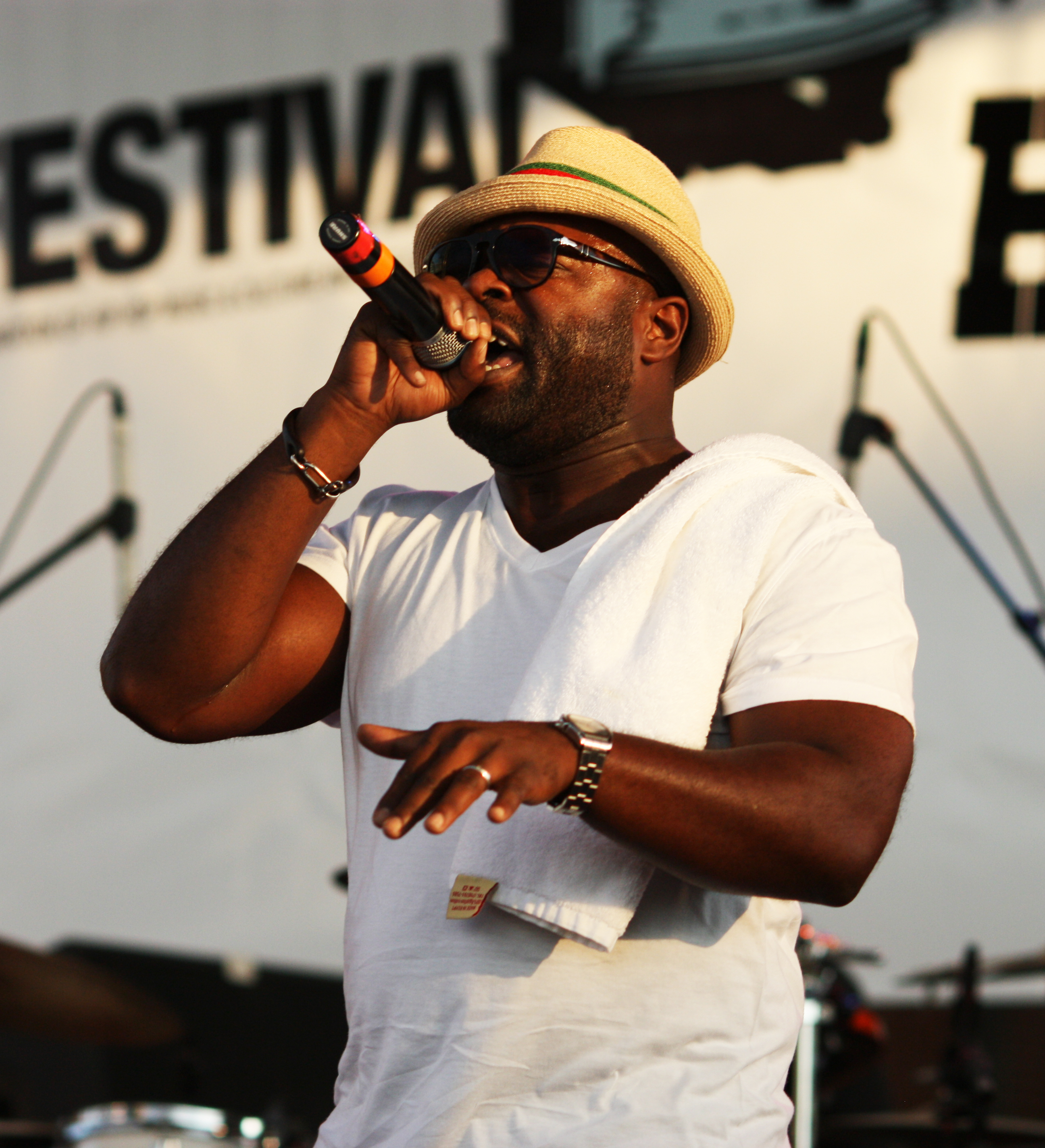
Black Thought (2011)

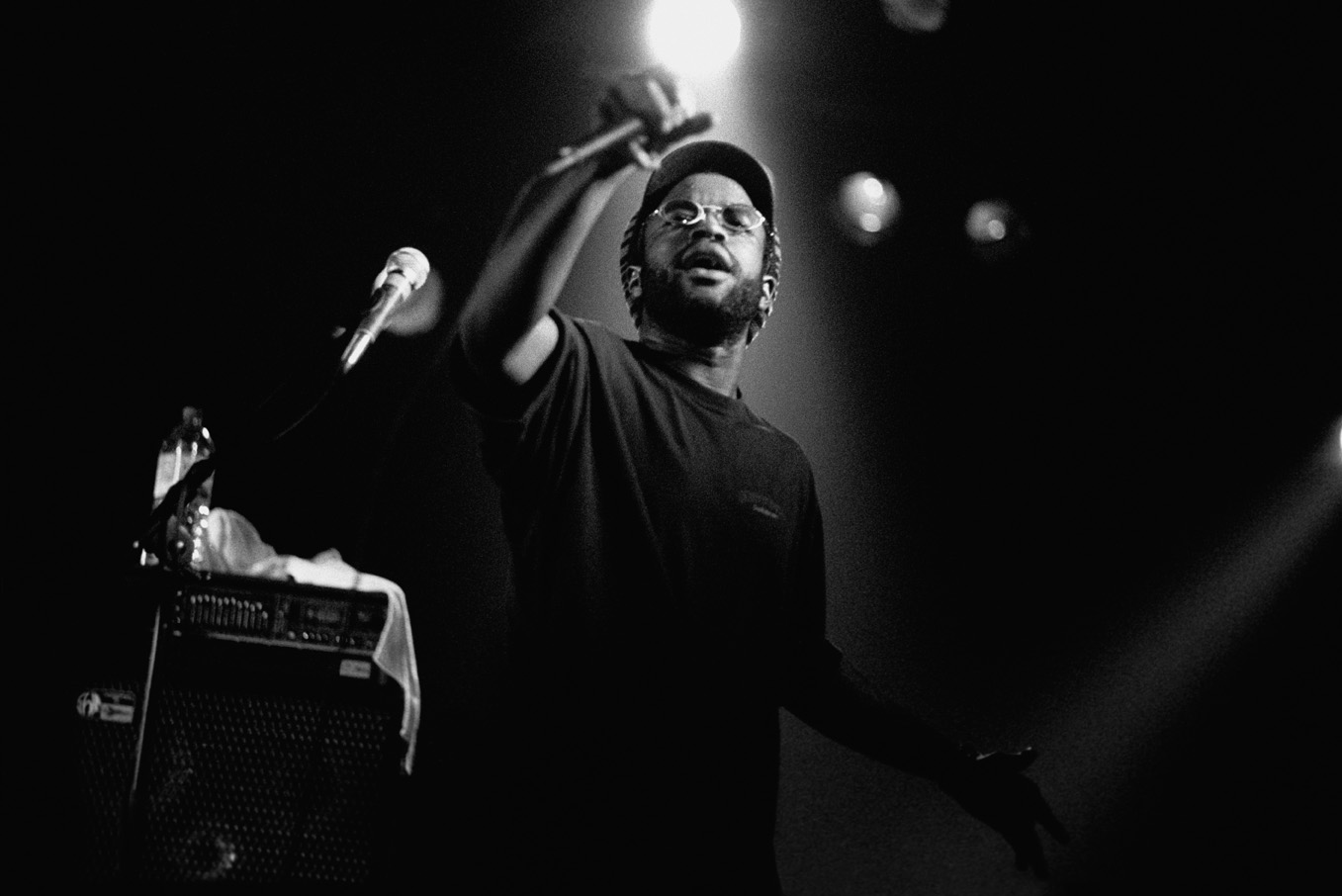
Black Thought in Hamburg mit The Roots (1999)

2018 brachte Black Thought die Mini-Alben Streams of Thought, Vol. 1 und Streams of Thought, Vol. 2 heraus, deren Nachfolger Vol. 3: Cane & Able der MC im Sommer 2020 als sein erstes Studioalbum ankündigte. Das Album enthält unter anderem Gastauftritte von Portugal. The Man, Pusha T, Swizz Beatz und Killer Mike. Im selben Jahr war er auch auf dem Track Hustle Don’t Give von Apollo Brown und Che’ Noir zu hören.

## Studioalben
- 2020: Streams of Thought, Vol. 3: Cane & Able

## Kollaboalben
- 2022: Cheat Codes (mit Danger Mouse)
- 2022: African Dreams (mit Seun Kuti)
- 2023: Glorious Game (mit El Michels Affair)

## Gastauftritte (Auswahl)
Neben seiner Hauptaktivität in der Band The Roots hat Black Thought auch zahlreiche Gastauftritte mit namhaften Künstlern absolviert, u. a.: 
- 1995: Meiso auf Meiso von DJ Krush
- 1997: Stolen Moments pt II auf One Day It'll All Make Sense von Common
- 1998: Live From the Sretch Armstrong Show auf Rawkus’ Lyricist Lounge Volume One, mit Common und Pharoahe Monch
- 1998: Super Lyrical auf Capital Punishment von Big Pun
- 1998: It's About That Time auf Soul Survivor von Pete Rock
- 1998: Respiration (Flying High Remix) auf der Single-Auskopplung Respiration 12" von Black Star
- 1999: Burnin' and Lootin auf Chant Down Babylon, einem posthum-Mashup-Album von Bob Marley
- 1999: Hurricane auf The Hurricane Soundtrack, mit Common, Dice Raw, Flo Brown, Jazzyfatnastees und Mos Def
- 2000: Cold Blooded auf Like Water for Chocolate von Common
- 2000: Network auf Plain Rap von The Pharcyde
- 2001: Hard Hitters auf Expansion Team von Dilated Peoples
- 2001: Zen Approach auf Zen von DJ Krush
- 2002: X-Ecutioner Style auf Reanimation von Linkin Park
- 2002: Guerilla Monsoon Rap auf Quality von Talib Kweli
- 2004: Live From The PJs auf Revolutions von The X-Ecutioners
- 2005: Appreciate auf Love and Life von Latoya London
- 2005: Right Now auf The Rising Tied von Fort Minor
- 2005: Pimpass Paradise auf Welcome to Jamrock von Damian Marley
- 2005: Flutlicht auf Sinnflut von Curse
- 2006: Yes, Yes Y'all auf Timeless von Sérgio Mendes
- 2006: Love Movin'  auf The Shining von J Dilla
- 2006: My Favorite Mutiny auf Pick A Bigger Weapon von The Coup
- 2007: Clean Up auf Deep Hearted von Strong Arm Steady
- 2008: Cause I'm Black auf Super Gangster (Extraordinary Gentleman) von Styles P
- 2015: Extradite auf Shadow of a Doubt von Freddie Gibbs
- 2017: America auf Everybody von Logic (Rapper)
- 2020: Yah Yah auf Music to Be Murdered By von Eminem mit Royce da 5'9'', Q-Tip und Denaun

## Filmauftritte
- 2000: Bamboozled
- 2001: Brooklyn Babylon
- 2002: Brown Sugar
- 2004: Love Rome
- 2005: Block Party
- 2008: Explicit IIIs
- 2010: Night Catches Us
- 2011: On the Inside
- 2011: Yelling to the Sky
- 2021: Tick, Tick… Boom!